# Rog Phillips
Rog Phillips, pseudonyme de Roger Phillip Graham, né le 20 février 1909 à Spokane (État de Washington) et mort le 2 mars 1966 à San Francisco, est un romancier et nouvelliste américain de science-fiction et de fantasy.
Il est aussi connu sous les pseudonymes de Drew Ames, Clinton Ames, Robert Arnette, Franklin Bahl, Alexander Blade, Craig Browning, Gregg Conrad, P. F. Costello, Sanandana Kumara, Charles Lee, Milton Mann, Inez McGowan, Melva Rogers, Chester Ruppert, William Carter Sawtelle, A. R. Steber, Mallory Storm, Gerald Vance, John Wiley et Peter Worth.

## Œuvres

### Romans
- Time Trap (1949)
- Worlds Within (1950)
- World of If (1951)
- The Involuntary Immortals (1959)
- So Shall Ye Reap (2011)
- These Are My Children (2018)

### Anthologies et recueils de nouvelles
- Nine Worlds West / Frontiers Beyond the Sun (2014), avec Paul W. Fairman
- M'Bong-Ah / Mercenary (2016) avec Mack Reynolds

### Quelques nouvelles
Par ordre chronologique de parution.
- Let Freedom Ring ! (1945)
- Vacation in Shasta (1946)
- Atom War (1946)
- Dual Personality (1946)
- The House (1947)
- The Uninvited Jest (1947)
- High Ears (1947)
- The Despoilers (1947)
- And Eve Was (1947)
- Armageddon (1948) (sous le pseudonyme de Craig Browning)
- Brainstorm (1948) (sous le pseudonyme d'Alexander Blade)
- The Venusian (1948) (sous le pseudonyme de Craig Browning)
- Tillie (1948) (sous le pseudonyme de Craig Browning)
- Hate (1948)
- Twice to Die (1948)
- The Supernal Note (1948)
- L'Ouvre-boîte (1949 - titre initial : The Can Opener) paru notamment dans Les Meilleurs Récits de Fantastic Adventures (1978)
- C'est dans les cartes (1952 - titre initial : It's in the Cards) paru notamment dans Les Meilleurs Récits de Fantastic Adventures (1978)